# Faker (jogador)
Lee Sang-hyeok (hangul: 이상혁; Seul, 7 de maio de 1996), mais conhecido como Faker, é um jogador profissional sul-coreano de League of Legends, que joga pela equipe profissional T1, sendo considerado por muitos o melhor jogador de League of Legends de todos os tempos. Ele já ganhou 10 títulos da League of Legends Champions Korea (LCK), dois títulos do Mid-Season Invitational (MSI) e cinco títulos do Campeonato Mundial.
Faker é o único jogador a ganhar cinco Campeonatos Mundiais de League of Legends, além de ser o mais novo e o mais velho a conquistar este título.
Originalmente do Distrito de Gangseo, em Seul, capital da Coreia do Sul, Faker foi contratado pela SKT em 2013 e rapidamente se estabeleceu como um dos melhores jogadores da liga. Em seu ano de estreia, ele conquistou tanto um título da LCK (liga coreana) quanto uma vitória no Campeonato Mundial com a SKT. De 2014 a 2017, Faker adicionou mais cinco títulos da LCK ao seu nome, juntamente com dois títulos do MSI em 2016 e 2017, e dois Campeonatos Mundiais adicionais em 2015 e 2016. Neste período, ele também saiu vitorioso no All-Star Paris 2014 e no Campeonato Mundial da IEM (Intel Extreme Masters Season X – World Championship) em 2016. Entre 2019 e 2022, Faker conquistou mais quatro títulos da LCK, tornando-se o primeiro jogador a alcançar um total de 10. Ele também representou a equipe nacional da Coreia do Sul nos Jogos Asiáticos de 2018, conquistando uma medalha de prata, e nos Jogos Asiáticos de 2022, conquistando uma medalha de ouro. Recentemente em 2023 conquistou o seu quarto Campeonato mundial de League of Legends. 
As realizações individuais de Faker incluem prêmios como o de Jogador Mais Valioso (MVP) do Campeonato Mundial, um prêmio MVP do MSI, dois prêmios MVP da temporada da LCK, um prêmio MVP das finais da LCK e duas designações para a Primeira Equipe All-Pro da LCK. Ele detém vários recordes, incluindo ser o primeiro jogador a alcançar 1.000, 2.000 e 2.500 abates, o primeiro a ter jogado 700 partidas e o primeiro a ter vencido 500 partidas na LCK. Faker também detém o recorde de mais abates em partidas de Campeonato Mundial e foi o primeiro jogador a ultrapassar 100 vitórias no Campeonato Mundial. Suas conquistas lhe renderam o reconhecimento como Melhor Jogador de Esports no The Game Awards em 2017, e ele foi nomeado para a lista Forbes 30 Under 30 na categoria Entretenimento e Esportes na Ásia em 2019. Além disso, ele foi incluído no Hall da Fama dos Esports no mesmo ano.
A popularidade de Faker se estende além do cenário competitivo de League of Legends, pois ele é uma figura altamente comercializável que apareceu em inúmeros comerciais e programas de entrevistas ao redor do mundo. Em 2020, ele se tornou sócio e executivo da T1 Entertainment & Sports. Seu salário anual, até 2020, foi estimado pelo Comitê Olímpico em quase US$5 milhões.
Ele também é reconhecido pela sua alta habilidade e mecânica no jogo. Ele consistentemente é qualificado como número 1 por diversos analistas, sendo o primeiro jogador a atingir 1000 e 2000 eliminações na liga coreana, e é referido como o "Deus do League of Legends" ou "Rei Demônio Imortal" e, para muitos, o jogador de esportes eletrônicos mais reverenciado da história, levando em conta todas as modalidades.
Faker tornou-se coproprietário da T1 Entertainment & Sports no início de 2020.

## Infância e juventude
Faker nasceu em Seul em 7 de maio de 1996. Ele e seu irmão foram criados por seus avós e seu pai, Lee Kyung-joon, no distrito de Gangseo, Seul. Descrito como uma criança introvertida por seu pai, ele era um autodidata, muitas vezes resolvendo cubos mágicos e aprendendo línguas estrangeiras por conta própria. Ele não jogava jogos de computador com frequência quando criança, preferindo jogar jogos como Tekken e King of Fighters em um fliperama local. Ele, no entanto, começou a jogar jogos de PC como Maplestory e Warcraft III mais tarde.
Faker começou a jogar League of Legends depois que foi lançado na Coréia em 2011 e rapidamente se tornou adepto do jogo. Pouco depois de começar o ensino médio na Mapo High School — a mesma escola que o colega jogador Kim "Deft" Hyuk-kyu frequentou — ele perguntou a seu pai se ele poderia abandonar a escola para seguir carreira nos esportes eletrônicos, e um mês depois, seu pai permitiu.

## Carreira

### Sucesso na temporada de estreia (2013)

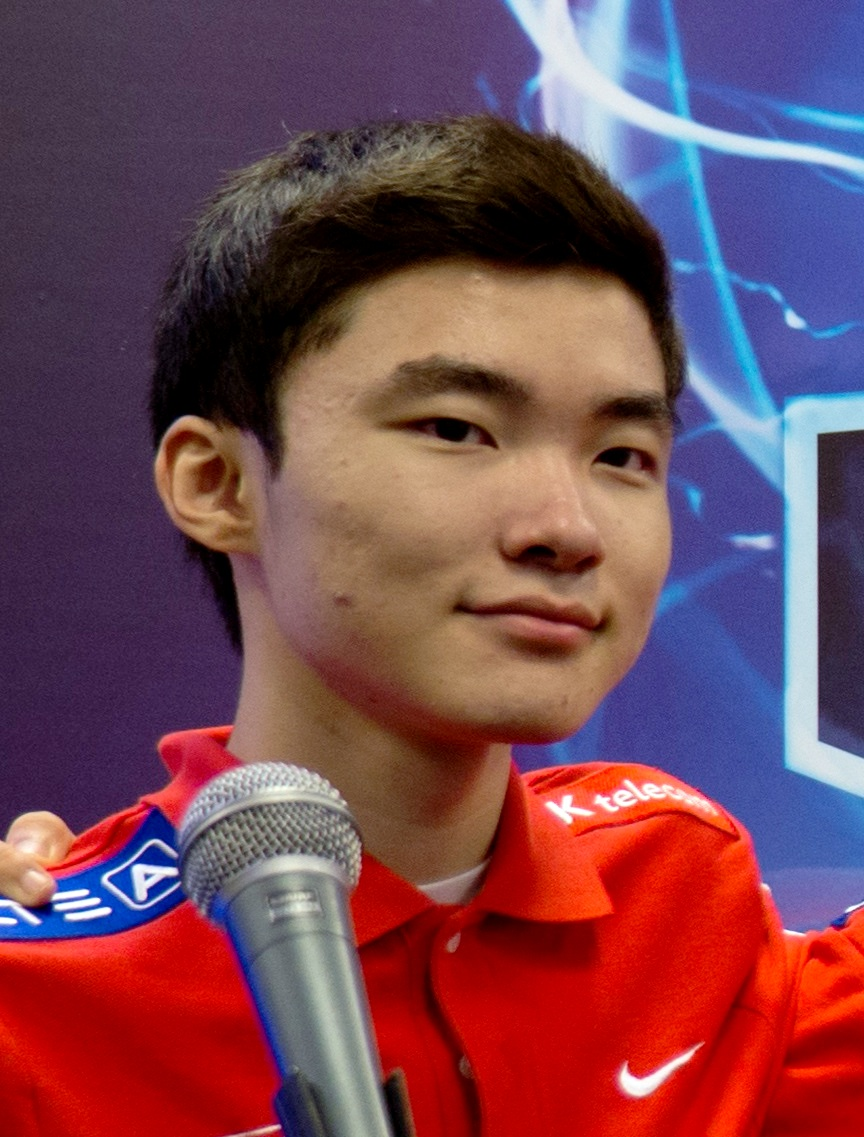
Faker depois de conquistar o Campeonato Mundial em 2013

Faker iniciou sua carreira profissional em 2013, quando chamou a atenção da SK Telecom T1 2 (mais tarde conhecida como SK Telecom T1 K), uma equipe afiliada à organização SK Telecom T1. Inicialmente competindo sob o nick de GoJeonPa, Faker ingressou na equipe como mid laner, adotando posteriormente o nome Faker como seu identificador oficial nos jogos. Ele fez sua estreia profissional em 6 de abril de 2013, em uma partida televisionada realizada em Seul, Coreia do Sul, onde conseguiu um abate solo contra o mid laner sul-coreano All-Star Kang "Ambition" Chan-yong. Em seu primeiro torneio profissional, o torneio OGN Champions Korea 2013 Spring, Faker representou 31,6% dos abates de sua equipe e garantiu 133 abates em 20 jogos, estabelecendo-se como o terceiro melhor desempenho do torneio em ambas as categorias. A subsequente fase, OGN Champions Korea 2013 Summer, testemunhou a ascensão da SKT T1 2 para as finais do torneio, onde enfrentaram os KT Rolster Bullets. A série culminou em uma exibição de habilidade de Faker quando, apesar de ser surpreendido por Yoo "Ryu" Sang-wook dos Bullets, ele executou uma sequência de movimentos perfeitamente cronometrada para reverter a situação e eliminar Ryu. A jogada é considerada uma das mais famosas da história de League of Legends; não apenas impulsionou a SKT T1 2 para uma vitória reversa (reverse sweep) sobre os Bullets, mas também marcou o triunfo inicial de Faker em um título importante. No outono de 2013, a SKT T1 2 representou a Coreia do Sul e a organização SK Telecom T1 no Campeonato Mundial da Temporada 3, comumente conhecido como Worlds. Ao longo do torneio, eles demonstraram sua supremacia ao alcançar um impressionante recorde de 15 vitórias e 3 derrotas. A final viu a SKT T1 2 enfrentar o Royal Club da China em uma exibição impressionante de habilidade e estratégia. Com uma performance dominante, a SKT T1 2 saiu vitoriosa, proporcionando uma mostra memorável que se estabeleceu como uma das finais mais desequilibradas na história de League of Legends.

### Mais cinco títulos internacionais (2014–2017)
Em 2014, Faker conquistou seu segundo título do campeonato coreano quando a SKT continuou sua bem-sucedida sequência de 2013, permanecendo invicta durante toda a temporada OGN Champions Winter 2013–2014. Embora tenham enfrentado um contratempo nas quartas de final da Champions Spring 2014, saíram vitoriosos no All-Star Paris 2014, precursor do Mid-Season Invitational (MSI). Na Champions Summer 2014, a SKT se classificou para os playoffs, mas novamente caiu nas quartas de final. A má sorte de Faker continuou nas eliminatórias para o Campeonato Mundial de League of Legends de 2014, onde a SKT enfrentou a Samsung Galaxy White em uma partida crucial de qualificação. Faker se tornou o primeiro jogador a morrer, comumente referido como dar "first blood", em três jogos consecutivos, resultando na derrota da SKT e na falha em se classificar para o Campeonato Mundial. Na offseason seguinte, a Riot Games introduziu novas regulamentações afirmando que cada organização só poderia ter uma equipe participando de cada liga, levando à fusão das duas equipes da SK Telecom, SKT T1 K e SKT T1 S, que se tornaram simplesmente conhecidas como SK Telecom T1.

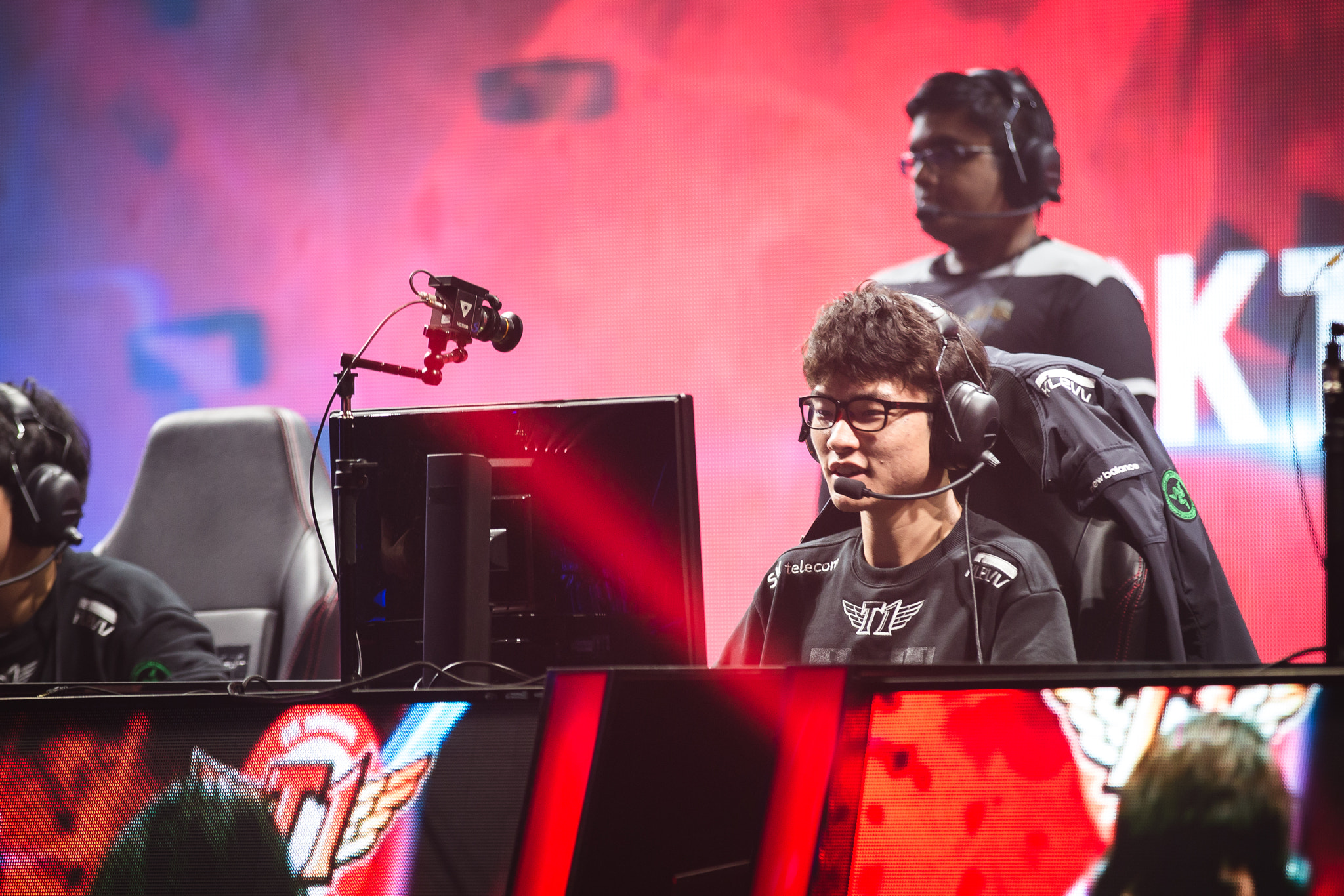
Faker competindo no Campeonato Mundial de 2015

Durante a offseason de 2015, Faker decidiu renovar contrato com a SK Telecom. Apesar de receber ofertas lucrativas de quase US$1.000.000 de várias empresas chinesas, ele optou por permanecer em sua equipe atual. Ao longo da temporada LCK de 2015, Faker compartilhou a posição de mid laner com seu companheiro de equipe Lee "Easyhoon" Ji-hoon. Embora Faker tenha começado a primeira partida da temporada contra a NaJin e-mFire, ele foi colocado no banco no segundo jogo depois de perder o primeiro, com Easyhoon ocupando seu lugar. No entanto, Faker retornou para o terceiro jogo e liderou sua equipe para a vitória ao conseguir um pentakill, no que envolve matar todos os 5 jogadores inimigos em um intervalo de tempo de até 10 segundos entre um e outro. Nas finais da LCK Spring Split de 2015, Easyhoon começou todos os três jogos, resultando na vitória da SKT. Apesar de tecnicamente conquistar outro título da LCK, Faker expressou insatisfação com o resultado e afirmou sua determinação em apresentar um desempenho melhor do que Easyhoon no futuro. Durante a pausa entre as temporadas, a SKT participou do Mid-Season Invitational de 2015, chegando às finais onde enfrentaram a Edward Gaming em uma melhor de cinco. Ao longo do torneio, Easyhoon jogou como o mid laner titular, mas Faker foi substituído no Jogo 4 após a SKT ficar atrás por 1-2. Eles venceram o Jogo 4, e Faker escolheu o campeão LeBlanc, um personagem com o qual nunca havia perdido competitivamente, para o Jogo 5. No entanto, a SKT não conseguiu garantir a vitória no jogo final, resultando em um segundo lugar. Durante a LCK Summer Split de 2015, a SKT avançou para as finais, enfrentando a KT Rolster como seus oponentes. Embora Easyhoon tenha sido o principal mid laner na maioria dos jogos da divisão, Faker jogou todos os três jogos das finais e saiu vitorioso, conquistando seu quarto título da LCK. Neste ponto de sua carreira, Faker havia conquistado vários apelidos, incluindo "Unkillable Demon King" e "God".
A SKT garantiu com sucesso uma vaga no Campeonato Mundial de League of Legends de 2015, com Faker solidificando sua posição como mid laner titular. Notavelmente, Easyhoon participou apenas de quatro partidas durante o torneio, supostamente servindo ao propósito de "manter o ego de Faker sob controle", conforme afirmado pelos treinadores da SKT. Ao longo do torneio, a SKT perdeu apenas uma partida - o Jogo 3 das finais contra o KOO Tigers - enquanto a equipe seguia para conquistar seu segundo título mundial. Com a vitória, Faker se tornou um dos dois jogadores a ter conquistado o título duas vezes. Após a vitória, Faker chamou a atenção por sua celebração não convencional, ao consumir um talo de brócolis cru no palco.
Faker começou o ano de 2016 emergindo vitorioso no IEM Season X World Championship. Este feito foi seguido por um triunfo nas finais do LCK Spring Split de 2016. Devido ao desempenho na Spring Split, a SKT conquistou uma vaga no Mid-Season Invitational de 2016. Apesar de uma performance moderadamente equilibrada na fase de grupos, com um recorde de 6-4, a SKT conquistou o título do campeonato ao varrer a Counter Logic Gaming, uma equipe norte-americana, nas finais. A jogabilidade de Faker durante o torneio, incluindo o segundo maior número de abates de qualquer jogador no torneio, lhe rendeu o reconhecimento de ser nomeado o MVP do MSI, marcando a primeira vez que ele foi nomeado MVP no MSI ou Worlds. Durante a LCK Summer Split de 2016, Faker alcançou um marco significativo em 11 de julho de 2016, tornando-se o primeiro jogador na história da LCK a acumular 1.000 abates. Embora a SKT não tenha conquistado seu quarto título consecutivo da LCK após uma derrota para a KT Rolster nos playoffs, seu desempenho geral durante a temporada ainda os qualificou para o Campeonato Mundial de 2016. No Mundial, a jornada da SKT culminou em uma final altamente disputada contra a Samsung Galaxy, com a SKT emergindo vitoriosa em uma série acirrada de 3-2. As contribuições de Faker desempenharam um papel fundamental na conquista do terceiro título mundial de sua equipe, ganhando-lhe também o título de MVP do torneio. Até o final de 2016, Faker havia ganhado reconhecimento generalizado e sido comparado a "Michael Jordan dos esports".
Na preparação para a temporada de 2017, Faker renovou seu contrato com a SKT. O contrato, conforme declarado por um comunicado de imprensa da SKT, foi aclamado como o "melhor contrato da história dos esports". O compromisso de Faker com a SKT foi um desenvolvimento significativo dentro da comunidade de esports. Durante a LCK Spring Split de 2017, Faker conquistou outro título da LCK, pois a equipe alcançou uma varrida perfeita, derrotando a KT Rolster com uma vitória por 3–0 nas finais. No Mid-Season Invitational de 2017, a SKT emergiu como líder da fase de grupos com um recorde de 8–2. Nas finais, triunfaram sobre a G2 Esports, tornando-se a primeira equipe a vencer consecutivamente os Mid-Season Invitationals. No entanto, o subsequente LCK Summer Split apresentou desafios para a SKT. A equipe frequentemente se viu ficando para trás no início das partidas, lutando para manter sua forma anterior. Apesar dessas dificuldades, a SKT conseguiu chegar às finais do LCK Summer, onde enfrentaram a Longzhu Gaming. A SKT foi derrotada neste encontro, sinalizando um revés para a equipe. Apesar dos desafios enfrentados na LCK, a SKT garantiu uma vaga no Campeonato Mundial de League of Legends de 2017 e chegou às finais. Faker tornou-se o único membro da SKT a participar de quatro finais de Campeonato Mundial. Antes da partida final contra a Samsung Galaxy, Faker ficou em segundo lugar entre todos os mid laners do torneio em abates e assistências. Ele também detinha a distinção de jogar o maior número de campeões diferentes no campeonato. A SKT sofreu uma derrota nas finais do Campeonato Mundial contra a Samsung Galaxy, com um placar de 0–3. Essa derrota marcou a primeira derrota de Faker nas finais de um Campeonato Mundial e o deixou visivelmente chateado, necessitando de consolo de seus companheiros de equipe para se reerguer e estendendo gestos esportivos apertando as mãos dos jogadores da Samsung Galaxy após o jogo.

### Falhas internacionais (2018–2021)
Após o término da temporada de 2017, a SKT passou por uma reformulação parcial na tentativa de fortalecer seu elenco, e Faker teve dificuldades para encontrar sucesso ao longo da temporada de 2018. Durante os playoffs da LCK Spring Split de 2018, a SKT terminou em quarto lugar. À medida que o LCK Summer Split de 2018 começou, Faker se viu no banco em favor de Choi "Pirean" Jun-sik a partir de 21 de julho de 2018. As dificuldades da SKT continuaram ao longo do Summer Split, e eles não conseguiram se classificar para os playoffs, pois não conseguiram avançar além da fase de grupos. Faker retornou à escalação titular para as LCK Regional Finals de 2018, que serviram como qualificatórias para o Campeonato Mundial de League of Legends de 2018. Apesar da presença de Faker, a SKT não conseguiu garantir uma vaga no Worlds, marcando o fim de sua temporada de 2018.
Em preparação para a temporada de 2019, a SKT passou por mudanças significativas em seu elenco, mas manteve Faker. Faker e a SKT venceram o LCK Spring Split de 2019, derrotando a Griffin nas finais. A vitória marcou o sétimo título da LCK de Faker. Em maio de 2019, a SKT representou a LCK no Mid-Season Invitational de 2019, onde foram derrotados pela G2 Esports nas semifinais. Após o MSI, a SKT participou do evento Rift Rivals de 2019, onde equipes da LCK, LPL, LMS e VCS competiram. A SKT, ao lado de outras três equipes da LCK, conquistou o primeiro título de Rift Rivals de sua liga ao derrotar equipes da LPL. Após vencer o Rift Rivals, Faker se tornou o primeiro jogador a vencer todos os torneios internacionais de League of Legends organizados pela Riot - All-Star, Rift Rivals, Mid-Season Invitational e Campeonato Mundial. A SKT enfrentou desafios no LCK Summer Split de 2019. Em determinado momento, encontraram-se em nono lugar na classificação da liga, levando a Faker ser colocado no banco para uma partida contra a Griffin. No entanto, a SKT acabou vencendo o LCK Summer Split de 2019 ao derrotar a Griffin nas finais dos playoffs, dando a Faker seu oitavo título da LCK. No Campeonato Mundial de 2019, Faker se tornou o primeiro jogador a alcançar 100 vitórias internacionais, após a SKT derrotar a Splyce nas quartas de final. No entanto, a SKT foi derrotada nas semifinais pela G2 Esports. Isso marcou a primeira vez que Faker foi eliminado do Worlds na fase eliminatória.

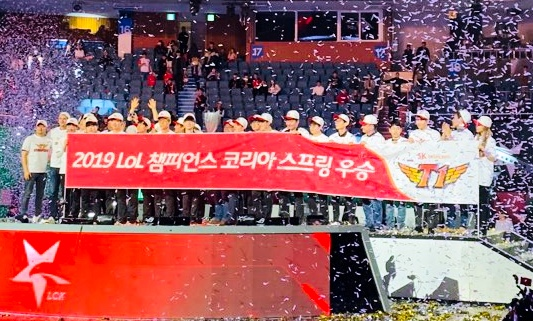
SK Telecom T1 depois de vencer a final de primavera da LCK de 2019

Após a temporada de 2019, a SK Telecom T1 passou por uma rebranding e se tornou simplesmente conhecida como T1. Em fevereiro de 2020, a T1 anunciou que Faker renovou seu contrato com a organização por três anos, e como parte do acordo, Faker também se tornou co-proprietário da T1 Entertainment and Sports, assumindo um papel de jogador-executivo. Em 5 de março de 2020, durante a temporada de 2020 da LCK, Faker se tornou o primeiro jogador a alcançar 2.000 abates na LCK. Naquele momento, Faker tinha uma taxa de vitória na carreira de 67,4% na LCK, com 357 vitórias e 173 derrotas. Em abril de 2020, ele ultrapassou Go "Score" Dong-bin pelo maior número de partidas jogadas na LCK, alcançando um total de 545 jogos. Faker e a T1 venceram as finais da LCK Spring de 2020 contra a Gen.G, garantindo o nono título da LCK para Faker. No entanto, no Summer Split a partir de julho de 2020, Faker foi principalmente colocado no banco em favor de Lee "Clozer" Ju-hyeon, que havia completado recentemente 17 anos. Nos playoffs, Faker foi substituído no segundo jogo contra a Afreeca Freecs, mas, no final, a T1 foi eliminada da competição. Na fase de qualificação regional da LCK para o Campeonato Mundial de 2020, Faker retornou à escalação titular. A T1 derrotou a Afreeca Freecs nas semifinais, mas perdeu para a Gen.G nas finais, não conseguindo se classificar para o Mundial.
No Spring Split de 2021 da LCK, Faker optou por se colocar no banco por um período de três semanas após a derrota da T1 para a DRX em 19 de fevereiro. Reconhecendo sua própria atuação aquém do esperado, Faker afirmou que precisava de algum tempo para se reagrupar e melhorar. Ele retornou à escalação titular em 13 de março de 2021 e garantiu uma vitória sobre a Gen.G. Nos playoffs do Spring Split, a T1 enfrentou a Gen.G nas semifinais, mas acabou perdendo a série. No Summer Split, a T1 chegou às finais dos playoffs, onde acabaram perdendo para a DWG KIA, ficando em segundo lugar. Nas Finais Regionais da LCK, a T1 derrotou a Hanwha Life Esports, garantindo seu lugar na fase de grupos do Campeonato Mundial de 2021. Enquanto a T1 se preparava para a fase de grupos do Mundial, Faker se destacava como o jogador mais experiente da equipe, tendo competido em mais de 150 jogos entre o MSI e o Mundial, em comparação com seus companheiros de equipe, que coletivamente haviam jogado 65 jogos em competições internacionais. A T1 terminou no topo de seu grupo e avançou para as semifinais. Nas finais, enfrentaram novamente a DWG KIA. A T1 perdeu para a DWG KIA e foi eliminada do torneio.

### Décimo título doméstico (2022–presente)

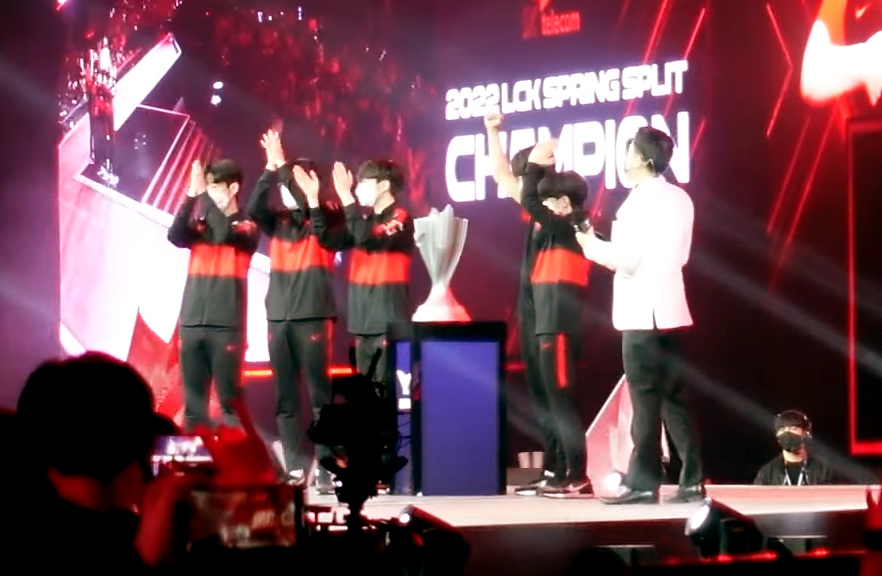
Faker (centro) vencendo seu décimo título da LCK

No intervalo entre temporadas anterior a de 2022, o contrato de Faker com a T1 expirou, e ele recebeu uma oferta de US$20 milhões por ano de uma equipe chinesa competindo na LPL, de acordo com o CEO da T1, Joe Marsh. Faker optou por ficar com a T1. Na temporada de 2022, que marcou o décimo ano de Faker como jogador profissional, ele alcançou marcos significativos na fase de primavera da LCK de 2022. Ele se tornou o primeiro jogador na LCK a atingir tanto 2.500 abates quanto 700 jogos. Além disso, em 18 de fevereiro de 2022, Faker disputou sua milésima partida profissional, tornando-se o segundo jogador na história do League of Legends a alcançar esse marco. A T1 conquistou um recorde invicto de 18-0 na temporada regular da fase de primavera de 2022, uma realização nunca antes alcançada por qualquer equipe na história da LCK. O desempenho de Faker o colocou na primeira equipe All-Pro da LCK, uma honra que ele não recebia desde 2020. A T1 teve um desempenho excelente nos playoffs da fase de primavera, culminando em uma vitória por 3–1 sobre a Gen.G nas finais. Isso marcou o décimo título da LCK de Faker e da T1. No Mid-Season Invitational de 2022, a T1 chegou à final pela primeira vez desde 2017, depois de derrotar a G2 Esports nas semifinais. No entanto, sua sequência de 26 vitórias seguidas chegou ao fim quando perderam para a Royal Never Give Up (RNG) nas finais do MSI. Na fase de verão da LCK de 2022, Faker se tornou o primeiro jogador a alcançar 500 vitórias na LCK em 8 de julho, durante uma partida vitoriosa contra a Gen.G. No entanto, o sucesso da T1 nos playoffs da fase de verão foi limitado, pois foram derrotados pela Gen.G nas finais. A T1 garantiu a classificação para o Campeonato Mundial de 2022. Durante a fase de grupos, Faker fez história ao se tornar o primeiro jogador a participar de 100 jogos no Campeonato Mundial, com um recorde de 72 vitórias e 28 derrotas. Além disso, Faker ultrapassou Jian "Uzi" Zi-Hao para reivindicar o recorde de mais abates na história do Campeonato Mundial, acumulando mais de 350 abates em várias edições do torneio. Avançando para as finais do Campeonato Mundial, a T1 enfrentou a DRX, com Faker encontrando seu colega de escola, Kim "Deft" Hyuk-kyu. A T1 ficou aquém na série, perdendo para a DRX por 2 a 3.
Durante a fase de primavera da LCK de 2023, Faker alcançou outro recorde da LCK. Em 20 de janeiro de 2023, em uma partida contra a KT Rolster, Faker ultrapassou Kang "Gorilla" Beom-hyeon para reivindicar o recorde de mais assistências na carreira na história da LCK, com 4.137. Em 2 de julho, na fase de verão da LCK de 2023, Faker ficou fora devido a uma lesão no braço. Sua ausência nos jogos competitivos se estendeu por quatro semanas. Durante esse tempo, o recorde da T1 caiu de 6–2 para 7–9. Faker retornou à escalação titular em 2 de agosto, ajudando a equipe a derrotar a Kwangdong Freecs. Vencendo seu último jogo da temporada, a T1 terminou com um recorde de 9–9, garantindo a quinta posição nos playoffs de verão da LCK. A T1 chegou às finais de verão da LCK, onde perdeu para a Gen.G. Terminando com a maioria dos pontos de campeonato na LCK, a equipe se classificou para o Campeonato Mundial de 2023, onde foram os campeões, superando a Weibo Gaming, tornando-se quatro vezes campeão do torneio, e marcando a oitava aparição de Faker no Worlds.

## Carreira na seleção nacional
Faker representou a Coreia do Sul no evento de demonstração de League of Legends nos Jogos Asiáticos de 2018. O torneio ocorreu na BritAma Arena, na Mahaka Square, em Jacarta, Indonésia, de 27 a 29 de agosto de 2018. Faker expressou sentir uma maior pressão em comparação com competições regulares de League of Legends devido à diversificada demografia de espectadores nos Jogos Asiáticos. A equipe sul-coreana conquistou uma medalha de prata após uma derrota por 1 a 3 para a China na final.
Faker mais uma vez representou a Coreia do Sul nos Jogos Asiáticos de 2022 como um dos seis membros da divisão de League of Legends da equipe nacional de esportes eletrônicos da Coreia do Sul. Embora tenha conquistado uma medalha de ouro no evento, depois que a Coreia do Sul derrotou Arábia Saudita, China e Taipei Chinês (Taiwan) nas quartas de final, semifinais e finais, respectivamente, Faker esteve ausente das partidas devido a sintomas de gripe. Com a medalha de ouro, Faker obteve uma isenção do serviço militar obrigatório.

## Figura pública

### Endossamento e televisão
Faker tornou-se uma figura proeminente em campanhas de marketing para diversas marcas. Empresas como Nike, Razer, Red Bull e Creative Artists Agency aproveitaram a imagem de Faker para promover seus produtos e serviços. Em 2017, Faker atuou como modelo publicitário para a bebida energética Bacchus, nas Filipinas. A Lotte Confectionery lançou uma marca de sorvete com o nome dele em 2020. Faker também apareceu em comerciais ao lado de personalidades notáveis, como o jogador de futebol Son Heung-min, para endossar produtos da SK Telecom. Em 2023, a Razer apresentou uma edição personalizada chamada "Faker Edition" de seu mouse DeathAdder V3 Pro.
Faker fez uma participação no programa de entrevistas da KBS2, Hello Counselor, em novembro de 2018, e foi destaque no programa de talk show de esportes eletrônicos The Dreamer em julho de 2020.

### Filantropia
Após sua ausência no Campeonato Mundial de 2018, Faker anunciou sua decisão de doar toda a receita gerada por suas atividades de streaming em outubro de 2018 para a Fundação das Nações Unidas.
Diante da pandemia de COVID-19 na Coreia do Sul, Faker contribuiu ativamente para os esforços de socorro, embora nem sempre de forma pública. Em março de 2020, ele anunciou publicamente uma doação de ₩30 milhões (US$25.000) para o Community Chest of Korea. Em janeiro de 2022, Faker doou ₩50 milhões (US$41.700) para o Fundo de Bem-Estar Social de Seul. Como resultado de suas contribuições, seu nome foi homenageado no mural da fama no distrito de Gangseo, em Seul, reconhecendo suas significativas contribuições para iniciativas de socorro à COVID-19. Em agosto seguinte, Faker ampliou seu alcance filantrópico ao doar ₩30 milhões para a Associação Nacional de Socorro a Desastres Hope Bridge, contribuindo para os esforços de ajuda às vítimas afetadas pelas enchentes de 2022 na Coreia do Sul.

### Transmissões ao vivo
Em 6 de fevereiro de 2017, Faker iniciou sua primeira transmissão ao vivo no Twitch, atraindo um pico de 245.100 espectadores. Esse número estabeleceu um recorde para o maior número de espectadores simultâneos para um streamer individual na história da plataforma. No entanto, no início de 2018, Tyler1, outro popular streamer de League of Legends, superou o recorde de Faker. A transmissão de Tyler1 rapidamente alcançou 300.000 espectadores em 20 minutos, ultrapassando a conquista anterior de Faker e causando uma sobrecarga temporária nos servidores do Twitch.

## Litígio
Em 19 de julho de 2022, Faker e a T1 tomaram medidas legais ao apresentar uma ação judicial por meio da Apex Law, LLC contra um grupo de indivíduos que haviam se envolvido em ataques pessoais online maliciosos contra Faker. A ação judicial foi baseada na lei de difamação na Coreia, que estipula que insultos públicos podem resultar em prisão por até um ano ou uma multa de no máximo ₩2 milhões (US$1.520). Os detalhes específicos da ação judicial não foram extensivamente divulgados, mas foi revelado que os réus, referidos como "John Does", fizeram comentários difamatórios dirigidos à mãe de Faker e postaram desenhos altamente inadequados. Os representantes legais da T1 descreveram essas ações como extremamente ofensivas. O CEO da T1, Joe Marsh, esclareceu que a intenção por trás da ação judicial não era lidar com críticas comuns que figuras públicas frequentemente enfrentam, mas sim abordar comentários repetidos que ultrapassaram a linha para ameaças e assédio.

## Resumo das temporadas
| Time            | Ano  | Domestico | Domestico | Domestico | Mid-Season Invitational | Campeonato Mundial |
| Time            | Ano  | Liga      | Split     | Posição   | Mid-Season Invitational | Campeonato Mundial |
| --------------- | ---- | --------- | --------- | --------- | ----------------------- | ------------------ |
| SK Telecom T1 2 | 2013 | LCK       | Spring    | 3°        | Não aconteceu           | 1°                 |
| SK Telecom T1 K | 2013 | LCK       | Summer    | 1°        | Não aconteceu           | 1°                 |
| SK Telecom T1 K | 2014 | LCK       | Winter    | 1°        | Não aconteceu           | Não se classificou |
| SK Telecom T1 K | 2014 | LCK       | Spring    | 5°–8°     | Não aconteceu           | Não se classificou |
| SK Telecom T1 K | 2014 | LCK       | Summer    | 5º–8°     | Não aconteceu           | Não se classificou |
| SK Telecom T1   | 2015 | LCK       | Spring    | 1°        | 2°                      | 1°                 |
| SK Telecom T1   | 2015 | LCK       | Summer    | 1°        | 2°                      | 1°                 |
| SK Telecom T1   | 2016 | LCK       | Spring    | 1º        | 1º                      | 1º                 |
| SK Telecom T1   | 2016 | LCK       | Summer    | 3º        | 1º                      | 1º                 |
| SK Telecom T1   | 2017 | LCK       | Spring    | 1°        | 1º                      | 2º                 |
| SK Telecom T1   | 2017 | LCK       | Summer    | 2°        | 1º                      | 2º                 |
| SK Telecom T1   | 2018 | LCK       | Spring    | 4º        | Não se classificou      | Não se classificou |
| SK Telecom T1   | 2018 | LCK       | Summer    | 7º        | Não se classificou      | Não se classificou |
| SK Telecom T1   | 2019 | LCK       | Spring    | 1°        | 3º–4º                   | 3°–4º              |
| SK Telecom T1   | 2019 | LCK       | Summer    | 1°        | 3º–4º                   | 3°–4º              |
| T1              | 2020 | LCK       | Spring    | 1°        | Não aconteceu           | Não se classificou |
| T1              | 2020 | LCK       | Summer    | 5º        | Não aconteceu           | Não se classificou |
| T1              | 2021 | LCK       | Spring    | 4º        | Não se classificou      | 3°–4º              |
| T1              | 2021 | LCK       | Summer    | 2º        | Não se classificou      | 3°–4º              |
| T1              | 2022 | LCK       | Spring    | 1°        | 2                       | 2º                 |
| T1              | 2022 | LCK       | Summer    | 2°        | 2                       | 2º                 |
| T1              | 2023 | LCK       | Spring    | 2°        | 3º                      | 1º                 |

## Títulos
T1
- League of Legends Champions Korea: 2013-3, 2014-1, 2015-1, 2015-2, 2016-1, 2017-1, 2019-1, 2019-2, 2020-1 e 2022-1
- Mid-Season Invitational: 2016 e 2017
- Campeonato Mundial de League of Legends: 2013, 2015, 2016, 2023 e 2024.
- IEM Season 10 World Championship
- Rift Rivals (LCK-LPL-LMS-VCS): 2019
- All-Star: 2014

### Prêmios individuais
- HOT6iX League of Legends Champions Summer 2013 Mid Laner KDA Leader
- 2013 Korea e-Sports Association League of Legends Most Valuable Player Award
- Pandora.TV Champions League of Legends Winter 2013–2014 Most Valuable Player
- SBENU Champions Summer 2015 Playoff Awards-Most Valuable Player
- 2015 Korea e-Sports Association League of Legends Best Player Award
- 2015 Korea e-Sports Association League of Legends Popularity Award
- 2015 Korea e-Sports Association League of Legends eSports Award of the Year
- 2016 League of Legends Mid-Season Invitational Finals MVP
- 2016 World Championship Most Valuable Player
- 2016 Korea e-Sports Association League of Legends Best Player Award
- 2016 Korea e-Sports Association League of Legends Popularity Award
- 2016 Korea e-Sports Association League of Legends eSports Award of the Year
- 2017 Best Esports Player, The Game Awards
- 2018 representative for South Korea at the 18th Asian Games as a national player in esports
- 2018 David Yan award for most beloved gamer
- 2018 Korea Esports Hall of Fame (Esports Stars)
- 2019 Korea Esports Hall of Fame (Esports Stars)
- 2020 Korea Esports Hall of Fame (Esports Stars)
- 2021 LCK AWARDS KAKAO WEBTOON Best Solo Leveling Player
- 2022 LCK Spring Split All-Pro 1st Team